# Dan Grunfeld
Daniel Leslie Grunfeld (n. 7 februarie 1984, Franklin Lakes⁠(d), New Jersey, SUA) este un baschetbalist evreu care ultima oară a jucat la clubul israelian de baschet Bnei Herzliya. Acesta are triplă cetățenie: SUA, România și Israel. El este fiul managerului sportiv Ernest Grunfeld.
A jucat în echipa națională de baschet masculin a României.